# Исаев, Шамиль Магомедович
Шамиль Магомедович Исаев (31 января 1976; Махачкала, Дагестанская ССР, РСФСР, СССР) — российский борец вольного стиля, бронзовый призёр чемпионата Европы.

## Биография
Борьбой начал заниматься с 1988 года. Выступал за ДСО «Трудовые резервы» и  ШВСМ (Махачкала). Тренировался под руководством отца Магомеда Исаева, а также Майрбека Юсупова и Абдулазиза Азизова. В 1997 году стал бронзовым призёром чемпионата России. В 1999 году стал серебряным призёром Чемпионата России и бронзовым призёром чемпионата Европы. После окончания спортивной карьеры начал заниматься политикой, в апреле 2017 года назначен исполняющим обязанности заместителя министра по земельным и имущественным отношениям Республики Дагестан.

## Спортивные результаты
- Чемпионат России по вольной борьбе 1997 —
- Чемпионат России по вольной борьбе 1999 —
- Чемпионат Европы по борьбе 1999 —

## Личная жизнь
По национальности — аварец. Родом из села Тинди Цумадинского района Дагестана. В 1993 году окончил махачкалинскую школу № 40. В 1998 году окончил ДГУ.